# Tigrasti komar
Tigrasti komar (znanstveno ime Aedes albopictus) je vrsta komarja, ki ga najlažje prepoznamo po tigrastem črno-belem vzorcu obarvanosti, po katerem je dobil tudi ime v slovenščini in drugih jezikih (npr. angleško Asian tiger mosquito, nemško Asiatische Tigermücke idr.). Aktiven je podnevi.

## Opis
Odrasle živali merijo med 2 in 10 mm. Na členkih stopalc nog (tarsus) ima srebrnkasto bele luske, ki nogam dajejo progast videz. Hrbtni del oprsja je črn z belo vzdolžno progo, ki se začne na glavi in poteka do zadka. Bele lise dajejo progast videz tudi zadku. Samci so nekoliko manjši od samic, od njih se razlikujejo predvsem po šopastih tipalnicah in obustnih okončinah, prilagojenih za sesanje nektarja.

## Ekologija in razširjenost
Kot vsi drugi komarji je tudi tigrasti komar vezan na vode, v katerih se razvijajo ličinke. Preferira stoječo vodo, vendar lahko ličinke preživijo tudi v počasi tekoči. Izkoristi lahko tudi zelo majhne in začasne vode, kot so luže, in vode, ki zastajajo v odpadnih avtomobilskih pnevmatikah ter cvetličnih lončkih.
Vrsta izvira iz jugovzhodne Azije, v zadnjih desetletjih pa se je njegov areal razširil na vse svetovne celine z izjemo Antarktike. Domnevajo, da je širjenje posledica trgovine z rabljenimi pnevmatikami. V Evropi je prisoten vsaj od leta 1979, ko so vrsto odkrili v Albaniji. Na zahodni polobli so ga prvič opazili v Houstonu (Teksas) avgusta 1985 in se je od takrat razširil že v 26 ameriških zveznih državah. Povezavo s pnevmatikami kaže dejstvo, da od 92 okrožij, kjer so opazili tigraste komarje, 64 leži ob glavnih avtocestah, ki povezujejo zvezne države (Interstate), kar je dvakrat toliko kot če širjenje ne bi bilo povezano s prometom. Ločeno so jih iz Evrope leta 1986 vnesli v Brazilijo, iz Amerike pa v začetku devetdesetih nazaj v Evropo, na Apeninski polotok. Od tam se počasi širi proti severu Evrope. Trenutno najsevernejše znano najdišče je pri 49° severne zemljepisne širine v Nemčiji. Po mnenju urednikov seznama invazivnih vrst sodi zaradi potenciala prenašanja nalezljivih bolezni med 100 najresnejših invazivnih vrst na svetu s stališča človeka.
V Sloveniji so tigraste komarje v večjem obsegu prvič opazili leta 2005 v Obalno-kraški regiji, vzorčenja v kasnejših letih pa potrjujejo, da se je vrsta ustalila v celotni jugozahodni Sloveniji in je razširjena vse do Ljubljane; poleg obalnega pasu je pogosta tudi na goriškem.

### Kot prenašalec bolezni
Tigrasti komar je v svojem naravnem območju razširjenosti prenašalec vročice denga, eksperimentalno pa so dokazali tudi, da lahko v njegovem telesu preživi več drugih vrst virusov. Leta 2007 je bilo v Italiji blizu 200 primerov okužbe z virusom čikungunja, ki se je na ljudi prenesel s pikom tigrastega komarja, kar je prvi primer okužbe s tem virusom izven tropskih krajev.